# Filippo Caparozzi

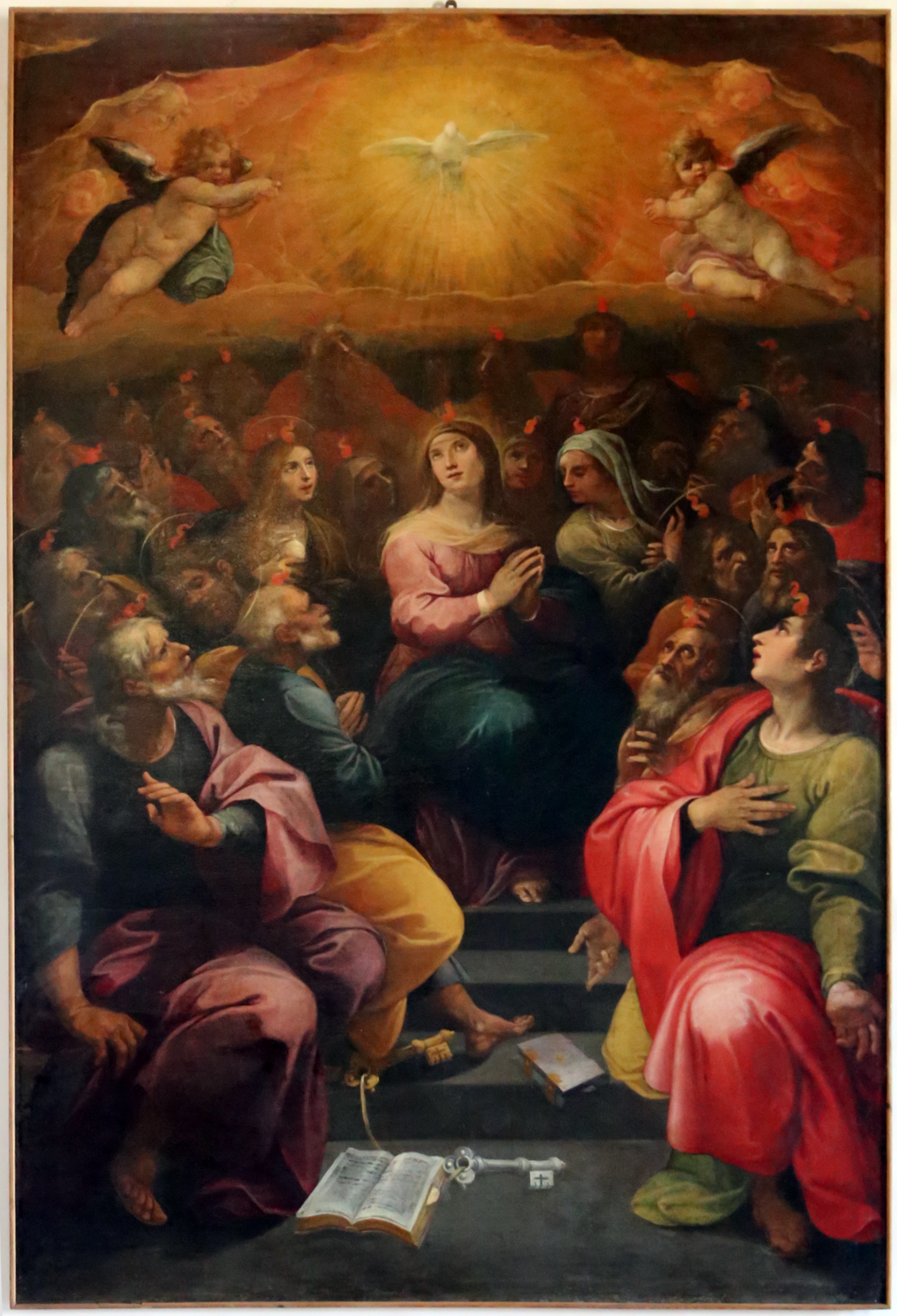
Pentecôte, Palais des papes de Viterbe.

Filippo Caparozzi  dit Spagnoletto (… – XVIIe siècle) est un peintre italien maniériste  de la période baroque, actif principalement à Viterbe.

## Biographie

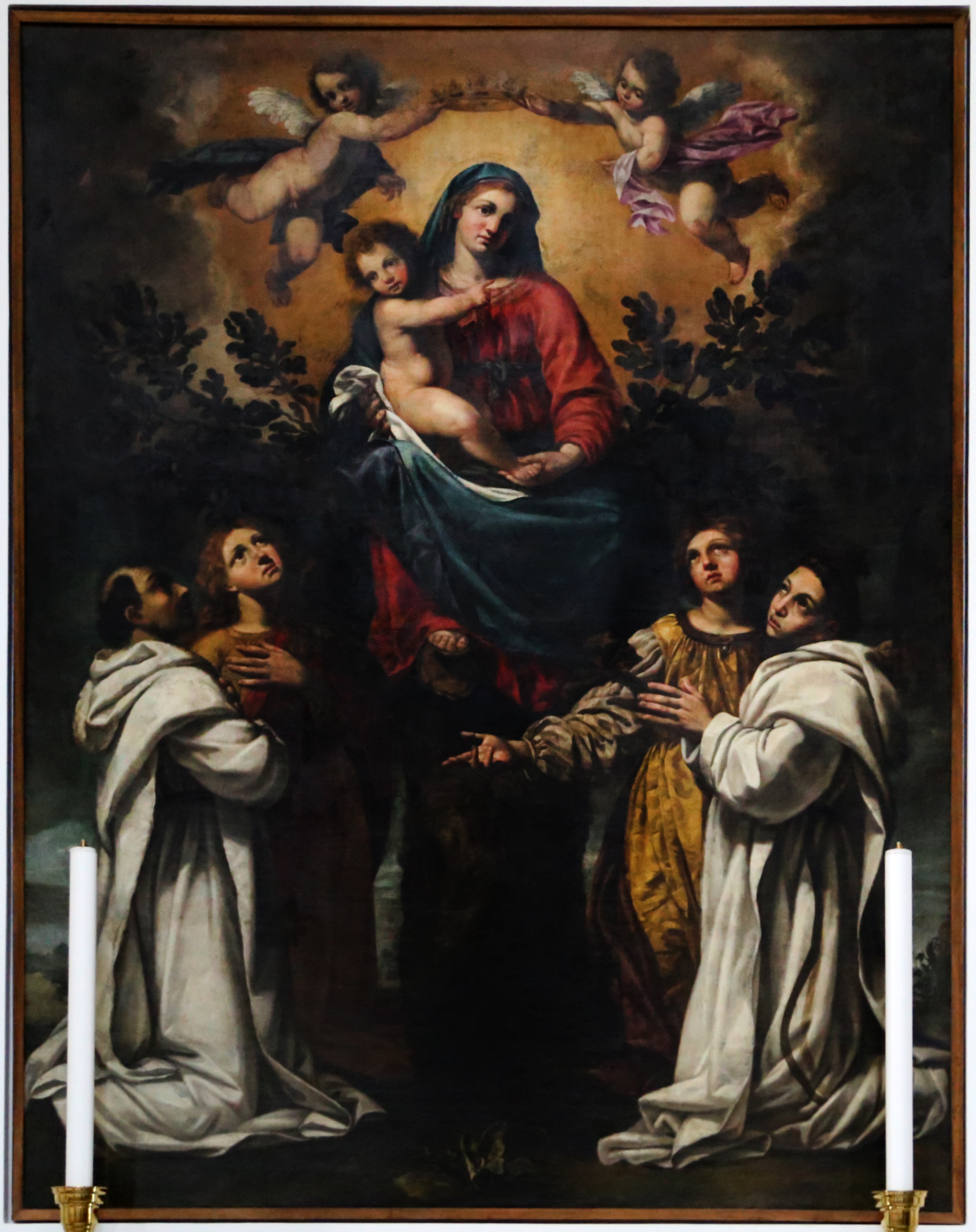
Madone et les Saints, Santa Maria della Quercia, Viterbe.

Filippo Caparozzi se serait  formé auprès de Giuseppe d'Arpino. Il existe des traces de son activité à Viterbe entre 1610 et 1644.
Les quelques informations le concernant sont généralement liées à la commande de ses œuvres. En 1610,  il réalise les fresques de la chapelle du palais des Priori de Viterbe, en collaboration avec Marzio di Colantonio, où il intervient à nouveau quatorze ans plus tard, pour peindre la fresque (perdue) Assomption du Christ pour le plafond.
Les dessins des fontaines de la Piazza delle Erbe et du jardin du Palais des Priori lui sont également attribués par les historiens locaux, néanmoins l'hypothèse d'attribuer ces dernières à Bartolomeo Cavarozzi est avancée.

## Œuvres
- Vierge à l'Enfant avec des anges et des saints, retable pour l'église Sant'Angelo in Spatha, désormais au Palais des Prieurs de Viterbe,
- Assomption de la Vierge, retable pour l'église Santi Faustino e Giovita de Viterbe.
- Pentecôte pour l'église de San Biagio,
- Marie-Madeleine pour la Confrérie du même nom,
- Crucifixion avec saint Jérôme et le lion, retable pour l'église San Rocco, avec Giuseppe d'Arpino.